# 渡辺克信
渡辺 克信（わたなべ かつのぶ、1944年（昭和19年）3月14日 - ）は朝日放送取締役相談役、テレビ朝日社外取締役。

## 来歴・人物
福岡県出身。福岡県立修猷館高等学校を経て、大阪大学工学部卒業後の1967年に朝日放送へ入社。
技術、営業を経て経理へ異動、1997年3月経理局長、1999年6月取締役、2002年6月常務取締役、2003年6月専務取締役を経て、2006年6月代表取締役副社長。
2008年の新社屋へ移転する事に伴う、朝日放送の新社屋移転プロジェクトでも代表取締役社長の西村嘉郎を財務面で支える。
2008年6月26日、西村嘉郎の後任として代表取締役社長に就任。
2011年6月28日付で代表取締役会長、2013年4月1日付で取締役相談役就任。
2015年11月、旭日中綬章受章。